# Брангалє Лілія Фрицівна
Лілія Фрицівна Брангалє (2 червня 1913 — 25 жовтня 2001) — передовик радянського сільського господарства, доярка колгоспу «Драудзіба» Єкабпілсського району Латвійської РСР, Герой Соціалістичної Праці (1965).

## Біографія
Народилася в 1913 році на території Латвії в латиській селянській родині.
Здобула початкову освіту й у період незалежності Латвії працювала в господарстві своїх батьків. З 1940 року проживала в Латвійській РСР. Під час Другої світової війни перебувала на окупованій території.
У 1949 році стала працівницею колгоспу «Драудзіба». Працювала дояркою. Дуже швидко увійшла в число передовиків виробництва молока. Постійно перемагала в соціалістичних змаганнях, відзначалася грамотами та подяками.
Указом Президії Верховної Ради СРСР від 1 жовтня 1965 року за отримання високих показників у сільському господарстві і рекордні надої молока Лілії Фрицівні Брангалє присвоєно звання Героя Соціалістичної Праці з врученням ордена Леніна і медалі «Серп і Молот».
Працювала в колгоспі до виходу на пенсію, показувала високі виробничі результати. Депутат Верховної Ради СРСР 6-го і 7-го скликань.
Померла 25 жовтня 2001 року.

## Нагороди
- Золота зірка «Серп і Молот» (01.10.1965)
- Орден Леніна (01.10.1965)
- Орден Трудового Червоного Прапора
- інші медалі.